# 根白石

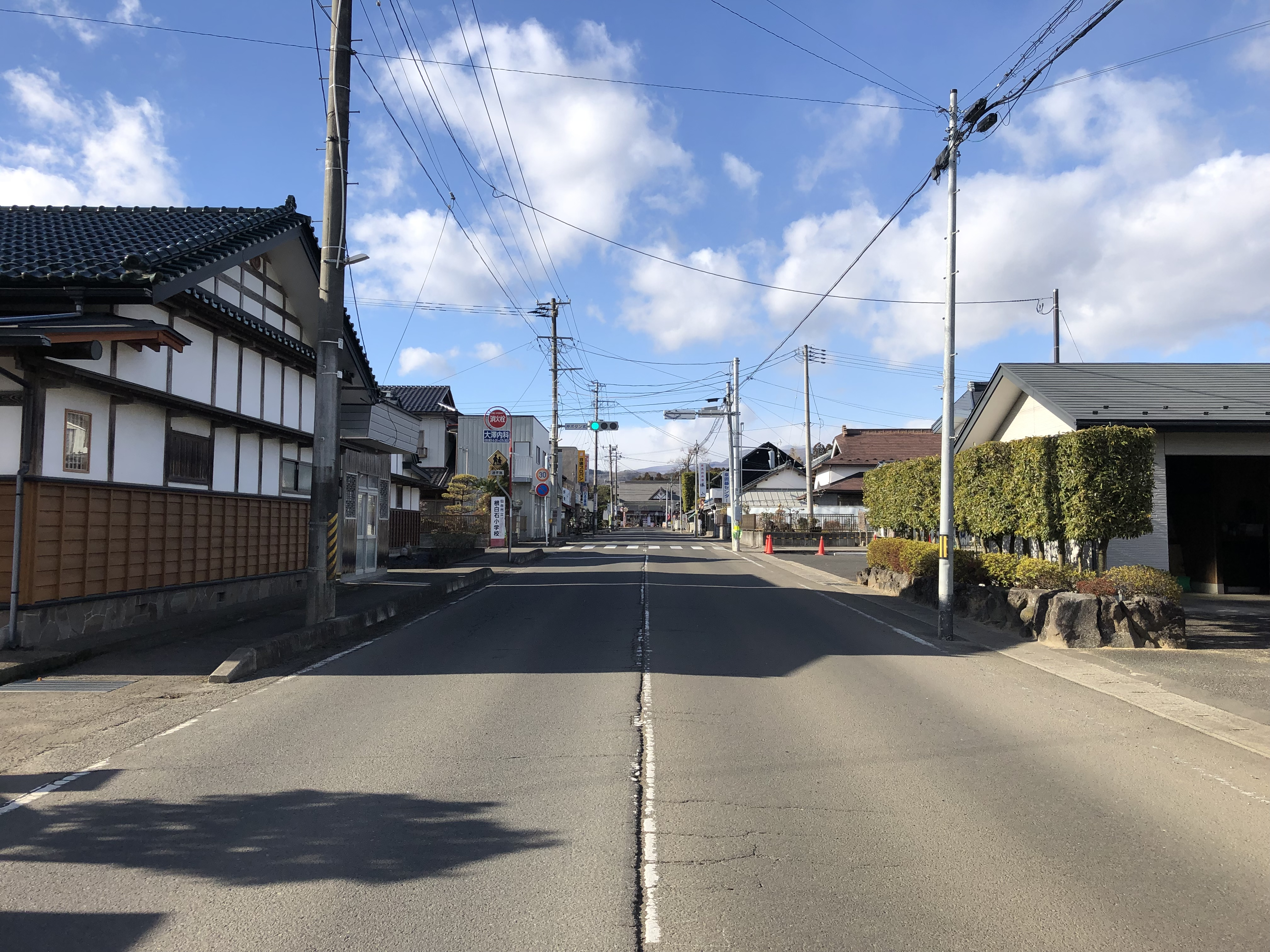
旧国道457号沿いの根白石中心部

根白石（ねのしろいし）は、宮城県仙台市泉区にある旧市町村、大字である。

## 概要
田園地帯であるが、中心部には商店街や根白石市民センター、根白石温水プール、学校（根白石小・根白石中）が存在する。住宅は特に中心部に多いが、広く分散している。近隣（泉区福岡）には泉ヶ岳がある。
また、国道457号根白石バイパスが田園地帯、旧国道457号が中心部を経由するように通っている。

## 主な山
- 泉ヶ岳（近隣、住所は泉区福岡字岳山であり、根白石からはっきりと望むことが可能。）
- 堂庭山
- 長倉山（近隣、住所は大和町宮床である。）

## 根白石にある施設や学校

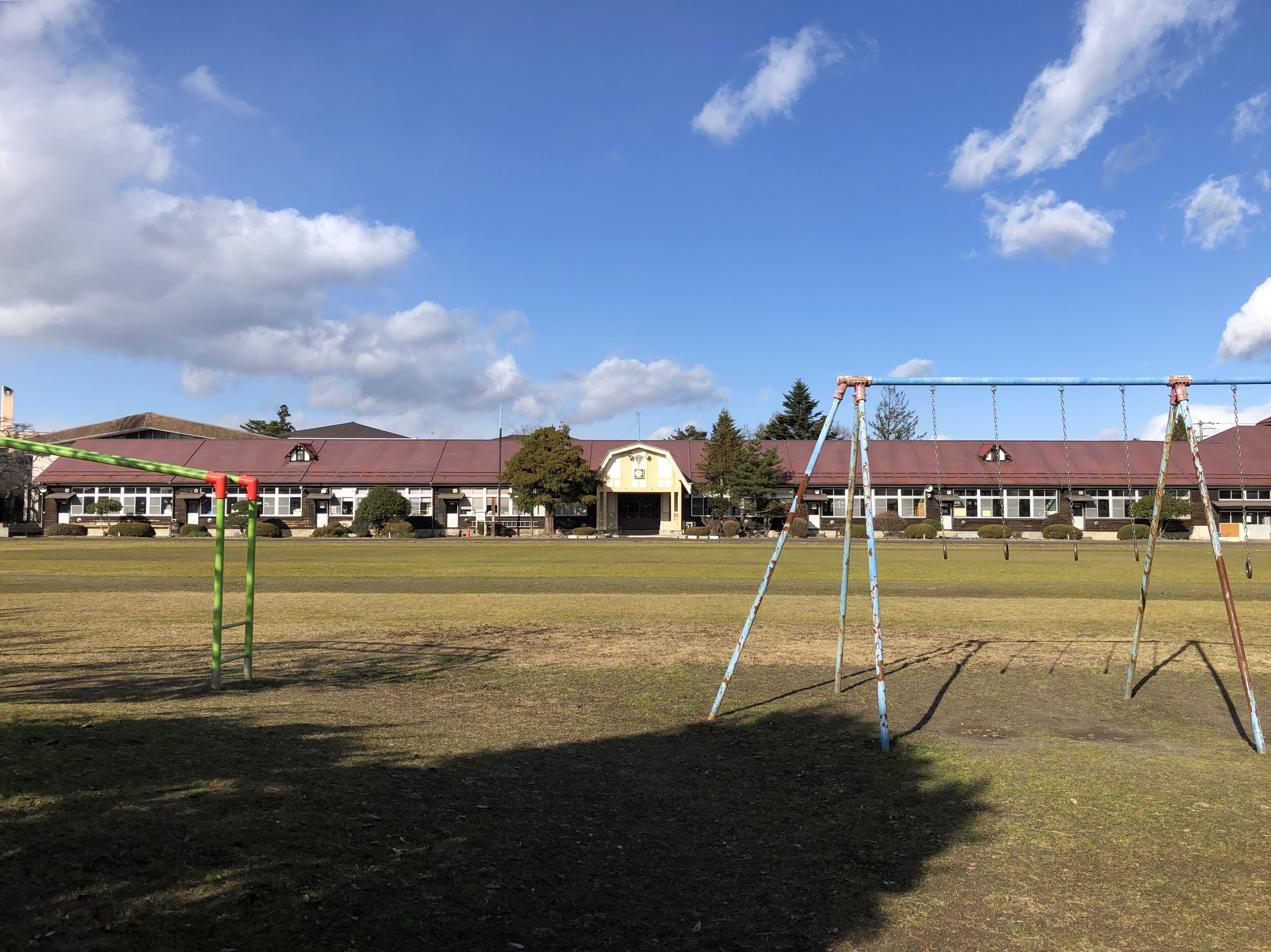
仙台市立根白石小学校

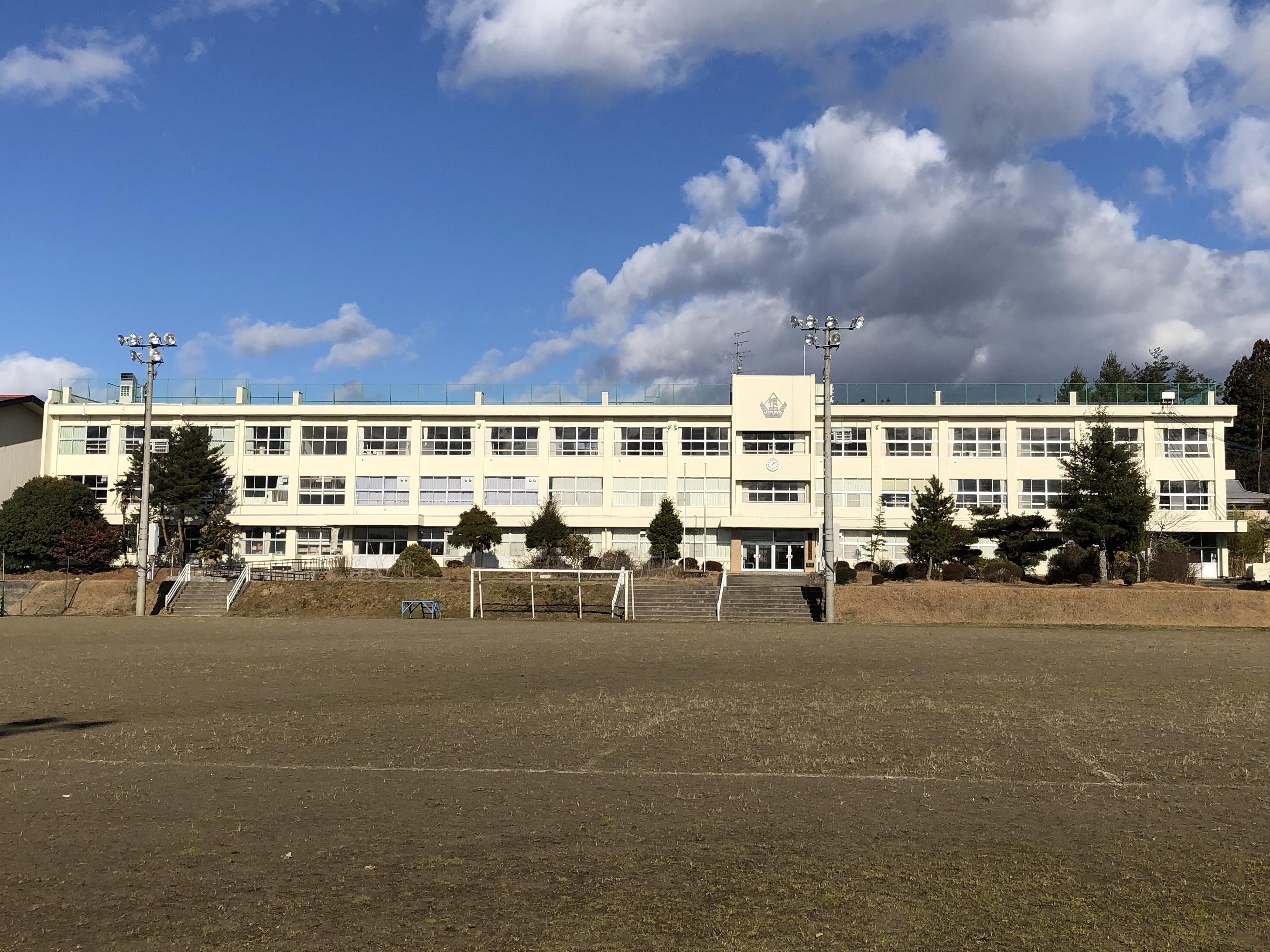
仙台市立根白石中学校

- 根白石市民センター
- 根白石温水プール
- 仙台市立根白石小学校
- 仙台市立根白石中学校
- 泉根白石郵便局
- JA仙台根白石支店
- JA仙台根白石機械化センター
- 泉国際ゴルフ倶楽部
- アイリストレーニングフィールド

## 歴史
- 1889年（明治22年）- 根白石村・小角村・実沢村・西田中村・福岡村・朴沢村の計6か村が合併し、泉嶽村が発足する。
- 1897年（明治30年）- 泉嶽村が名前を改称し、根白石村となる。

- 1955年（昭和30年）- 七北田村と根白石村の合併により、泉村が発足し、泉村内となる。
- 1957年（昭和32年）- 泉村が町制施行し、泉町内となる。
- 1971年（昭和46年）- 泉町が市制施行し、泉市内となり、泉市根白石となる。
- 1988年（昭和63年）- 泉市が仙台市に編入され、仙台市内となり、仙台市根白石となる。
- 1989年（平成元年）- 仙台市が政令指定都市に移行。旧泉市域が泉区となり、仙台市泉区根白石となる。

## 世帯数と人口
2017年（平成29年）4月1日現在の世帯数と人口は以下の通りである。
| 大字               | 世帯数  | 人口    |
| ------------------ | ------- | ------- |
| 根白石（小字全域） | 658世帯 | 1,562人 |